# 고름 가믈리

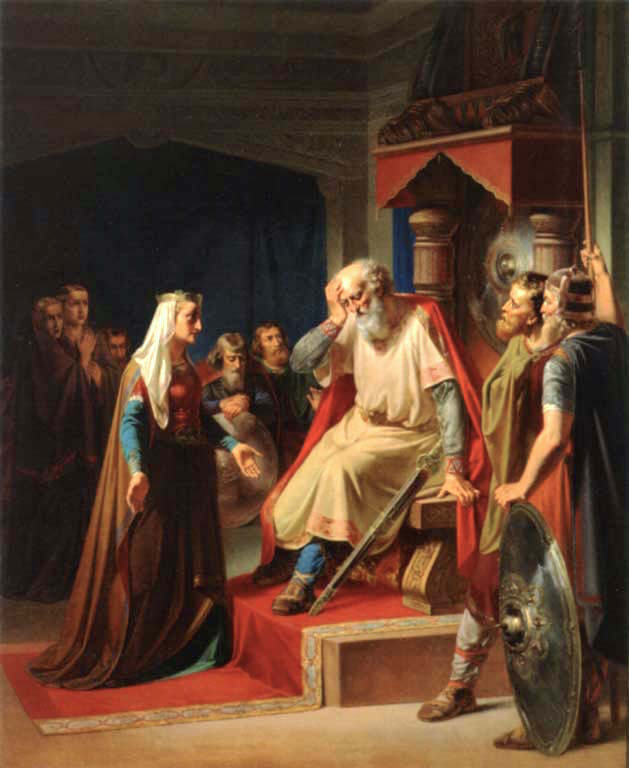
아들 크누트 고름손의 죽음을 통보받은 고름 왕.

고름 가믈리(고대 노르드어: Gormr gamli, 덴마크어: Gorm den Gamle, 라틴어: Gormus Vetus 고르무스 베투스[*], 영어: Gorm the Old)는 역사적으로 그 실재가 확인되는 가장 오래된 덴마크 왕이다. 재위 기간은 936년경부터 958년경까지이다. "가믈리"는 "늙었다"라는 뜻으로, "고름 가믈리"는 "늙은 고름" 또는 "노왕(老王) 고름"이라고 해석할 수 있다. 오늘날의 덴마크 옐링을 도읍으로 삼고 나라를 다스렸으며, 아내 튀라의 죽음을 추모하기 위해 옐링 거석을 세웠다. 900년 이전에 태어나서 958년경 죽었다.